# Temecla
Temecla is een geslacht van vlinders van de familie Lycaenidae, uit de onderfamilie Theclinae.

## Soorten
- T. bennetti (Dyar, 1913)
- T. heraclides (Godman & Salvin, 1887)
- T. paron (Godman & Salvin, 1887)
- T. peona (Hewitson, 1874)
- T. sergius Godman & Salvin, 1887
- T. tema (Hewitson, 1867)